# رانيا اسطفان
رانيا ستيفان (مواليد 1960) هي مخرجة أفلام وفنانة فيديو لبنانية، اشتهرت بأول فيلم روائي لها بعنوان «حالات الاختفاء الثلاثة لسعاد حسني» (2011).

## النشأة والتعليم
ولدت ستيفان في العاصمة اللبنانية بيروت، تتحدث الفرنسية والإنجليزية بطلاقة إلى جانب لغتها العربية، أكملت شهادة البكالوريا الفرنسية في 1978 في الكلية الفرنسية البروتستانتية في لبنان، ثم غادرت لبنان هرباً من الحرب الأهلية،  وفي 1982 حصلت على درجة البكالوريوس في الدراسات السينمائية من جامعة لا تروب في ملبورن في أستراليا، وفي 1986 حصلت على شهادة الماجستير في دراسات السينما من جامعة باريس الثامن. عاشت ستيفان في فرنسا لمدة 20 عامًا.

## مهنة
عملت ستيفان مشغل كاميرا ومحرر أفلام ومهندس صوت، وكانت أيضًا أول مساعدة للمخرجين المشهورين مثل سيمون بيتون وإيليا سليمان،  وكانت تعمل في الأفلام الوثائقية وفي مقاطع الفيديو التجريبية، وكانت أعمالها متأثرة بالسينما السياسية الفرنسية.

### لبنان / الحرب(2006)
لبنان / الحرب هو فيلم وثائقي عن الأحداث التي وقعت خلال الحرب بين لبنان وإسرائيل في صيف عام 2006 وما بعدها، خرجت ستيفان إلى الشوارع، والتقت بالناس وسجل شهاداتهم وأفكارهم حول الحرب، ثم قامت بتحرير القصص في فيلم وثائقي مدته 47 دقيقة.

### حالات الاختفاء الثلاثة لسعاد حسني(2011)
كان فيلم «حالات الاختفاء الثلاثة لسعاد حسني» هو أول فيلم روائي طويل لستيفان،  يتكون الفيلم بالكامل من مقاطع VHS لأفلام حسني التي حرّرنها ستيفان من مواد مقرصنة، حيث تشير «حالات الاختفاء الثلاثة» إلى الطريقة الغامضة التي توفيت سعاد حسني بها، وكانت سعاد حسني قد عثر عليها ميتة على الرصيف أمام شقتها في لندن عام 2001.
فاز الفيلم بجائزة أفضل مخرج أفلام وثائقية لعام 2011 في مهرجان الدوحة تريبيكا السينمائي، وتم ترشيحه لجائزة أفضل فيلم وثائقي في مهرجان شيكاغو الدولي للسينما عام 2012 وفي مهرجان بالم سبرينجز الدولي للسينما لعام 2012.

## فيلموغرافيا
- قبيلة (1993)
- محاولة في الغيرة (1995)
- بعل والموت (1997)
- قطارات القطار (أين المسار؟) (1999)
- اعتقال في المنارة (2003)
- كيمو التاكسي (2003)
- Wastelands (2005)
- لبنان / الحرب (2006)
- دخان على الماء، 7 X الهرمل (2007)
- أضرار، من أجل غزة «أرض حزين البرتقال»
- حالات الاختفاء الثلاثة لسعاد حسني (2011)
- ذكريات لعين خاصة (2015) [6]
- الشغب: 3 حركات (2017)
- العتبة (2018) [7]

## روابط خارجية
- رانيا اسطفان على موقع IMDb (الإنجليزية)
- رانيا اسطفان على موقع قاعدة بيانات الفيلم (الإنجليزية)

- رانيا اسطفان في قاعدة بيانات الأفلام على الإنترنت